# René Holten Poulsen
René Holten Poulsen (ur. 28 listopada 1988 w Bagsværd) – duński kajakarz, wicemistrz olimpijski z Pekinu, sześciokrotny mistrz świata i ośmiokrotny Europy, brązowy medalista igrzysk europejskich.
Pierwsze igrzyska zaliczył w 2008 roku w Pekinie. Zdobył srebrny medal z Kimem Wraaem Knudsenem w dwójce na 1000 metrów. Wyprzedzili ich tylko Niemcy. Trzecie miejsce przypadło Włochom. Na połowie krótszym dystansie zajęli piąte miejsce, tracąc do podium pół ponad sekundy.
Cztery lata później w Londynie był tuż za podium w jedynce na 1000 metrów. Do będącego na trzecim miejscu Maxa Hoffa stracił ponad 1,5 sekundy. Wystąpił również w czwórce, lecz w finale A dopłynęli na linię mety na piątej pozycji ze stratą do zwycięskich Australijczyków ok. 1,5 sekundy. W osadzie wystąpili też Kim Wraae Knudsen, Emil Stær i Kasper Bleibach.
Podczas letnich igrzysk olimpijskich w Rio de Janeiro wystąpił tylko w jednej konkurencji. Po awansach w eliminacjach i półfinale zajął szóste miejsce w finale A jedynek na dystansie 1000 metrów.